# 通勤・近郊電車の標準仕様ガイドライン
通勤・近郊電車の標準仕様ガイドライン（つうきん・きんこうでんしゃのひょうじゅんしようガイドライン）は、日本鉄道車輌工業会が定めた鉄道車両の規格の一つ。大都市周辺の通勤・通学用電車を対象としている。

## 制定の経緯
制定の経緯の背景には、東日本旅客鉄道（JR東日本）E231系と相模鉄道10000系、東京急行電鉄5000系（5050系・5080系）の登場がある。
相鉄10000系と東急5000系（5050系・5080系）はともにE231系を基にして製造された車両であり、これを見た工業会は「E231系だけがこれからの標準車両ではない」という方針から、このガイドラインを2003年（平成15年）9月に制定した。
当ガイドラインの目的は「仕様の統一による保守面での自由化」と「大量生産によるコストダウン」である。
なお、かつて昭和30 - 40年代後半にかけて中小私鉄向け車両として日本車輌製造による「日車標準車体」というメーカー提案による標準規格によるコスト低減車両が企画されたことがあった。

## 「標準車両」の登場
「標準車両」の礎を作ったのはJR東日本の209系およびE217系であり、E231系はこれらの改良発展型であった。
東急5000系（5102F）が、本格的な「標準車両」誕生への第一段階であった。後に小田急電鉄3000形や帝都高速度交通営団（現・東京地下鉄）08系などが登場した。いずれも客用扉の間隔は3,520mmで、電動機出力は東急5000系が190kW、小田急3000形が180kW（3次車から190kWへ変更）、営団08系が165kWである。東急5000系はE231系を基本とする車両であるが、5102F以降は後にこのガイドラインに基づいて扉間隔3,520mmに変更した。
標準車両ガイドラインとは少し異なる車両であるが、2003年に類似のものとして京成電鉄の3000形 (2代)も登場した。この形式は日本車輌製造#日車式ブロック工法（日車式SUSブロック構体）の採用に加え、独自の「京成グループ標準車両」として京成グループ各社の標準車体仕様としており、新京成電鉄のN800形や北総鉄道の7500形なども登場している。
その他に、関東では京浜急行電鉄新1000形（6次車）が、関西でも南海電気鉄道の8000系 (2代)が登場した。ドア・窓などは東急車輛製造（現在の総合車両製作所）の標準的なものであるが、窓については東急車輛の製造した他社の車両とは大きさに微妙な違いがあるほか、車体中間部においては独自配置の下降窓としたり、窓は従来通りブラインドが設置されているなどの差異がある。
側面スタイルは東急車輛製の他の一般車に類似したスタイルである（車体幅・車体長や足回りはどちらも在来車に合わせたものであり標準仕様ガイドラインと全く同一ではないものの、後者は客用扉の中心間隔は標準仕様ガイドラインに準拠した4,820mmとされた）。
このほか、ガイドライン制定前に登場した京王電鉄9000系で、2006年 - 2009年に新製した都営新宿線直通対応編成である車両番号末尾30番台(9730F～9749F)の車両は、客用扉の変更や妻面の窓を廃止している。
関西では、阪急電鉄が9000系・9300系、および後継車種である1000系・1300系では、内装などにおいて従来の阪急の仕様を踏襲しつつ、日立製作所の標準設計である「A-train」を採用した。ほかにも、京阪電気鉄道が3000系 (2代)で、西日本旅客鉄道（JR西日本）が225系および521系（3次車）・227系・323系（いずれも川崎重工業製）でA-trainに類似したコンセプトを持つ川崎重工業の標準設計である「efACE」を採用している。ただし、阪急や南海と同様に標準仕様ガイドラインと全く同じものではない。
京阪電鉄では、前述の川重のefACE車体ではあるが、内装に一部「標準車両」の思想を取り入れた13000系も存在する。

## ガイドライン制定後
上記の車両の登場によって、前述したが2003年にガイドラインが制定された。規格は、上記車両で採用された扉間隔3,520mm・電動機出力190kWとなった。2004年には東京地下鉄（東京メトロ）05系第40 - 43編成および同一設計の東葉高速鉄道2000系と、東武鉄道50000系、2005年には東武50050系、2006年には東京メトロ10000系、2007年には東武50070系、2008年には東武50090系が落成した。なお、東京メトロ15000系は基本的にはガイドラインに沿った設計ではあるが、客用扉が混雑対策の為にワイドドアとなっている。
なお、交友社発行の雑誌『鉄道ファン』2005年5月号によると、西武鉄道20000系の2005年度製造分はこのガイドラインに準じたマイナーチェンジが行われる旨の記述があったが、実車（末尾08・58編成）は前照灯がHID化された程度の小変更に留まり、他は前年度新製車に準じた仕様で落成している。しかし、この前照灯のHID化は西武の運転士から不評だったため、後に従来車と同じハロゲン灯に改造された。また、2008年から本格的にA-train仕様で設計された30000系を投入している。
一方で「標準車両」的な車体ではあるが、車体長が異なるなどの差異が見られる車両としては東急7000系 (2代目)、内装などが独自設計である車両としては神戸電鉄の6000系が挙げられる。

## 「標準車両」一覧

### 制定前に運行開始した車両
- JR東日本209系電車
- JR東日本E217系電車
- JR東日本E231系電車
- 東急5000系・5080系電車
- 横浜高速鉄道Y500系電車
- 小田急3000形電車 (2代)
- 営団08系電車
- 営団05系電車（第34 - 39編成）
- 相鉄10000系電車

### 制定後に運行開始した車両
- 横浜高速鉄道Y500系電車
- 東急5050系電車（4000番台含む）
- 東葉高速鉄道2000系電車
- 東武50000系・50050系・50070系・50090系電車
- 都営地下鉄10-300形・10-300R形電車
- 東京メトロ05系電車（第40編成以降）
- JR東日本E531系電車
- JR東日本E233系電車
- 東京メトロ10000系電車
- 西武30000系電車
- 東京メトロ16000系電車
- 相鉄11000系電車
- 東急6000系電車 (2代)
- 東武60000系電車
- JR東日本E235系電車

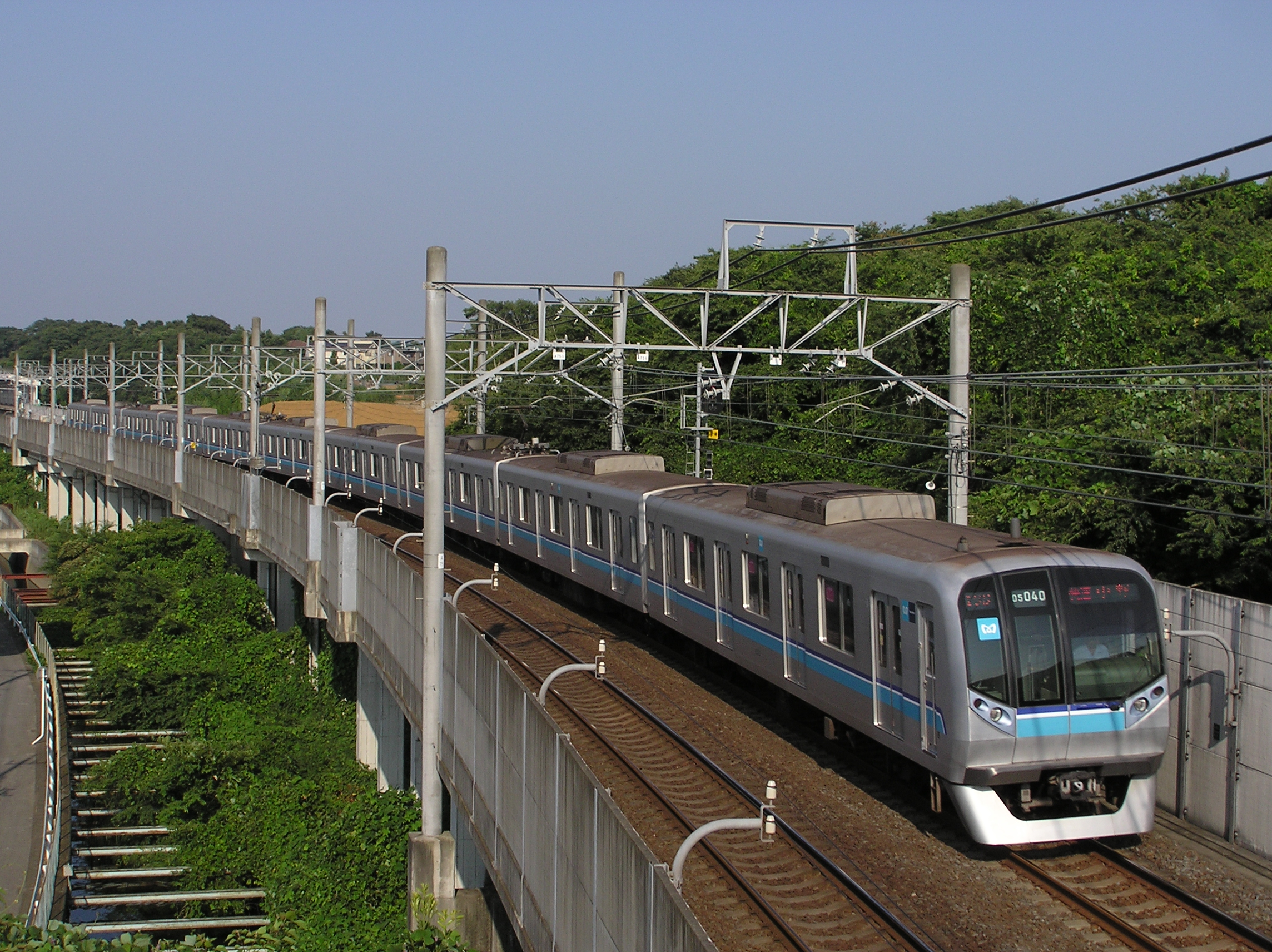
設計の共通化が図られた東京地下鉄05系13次車
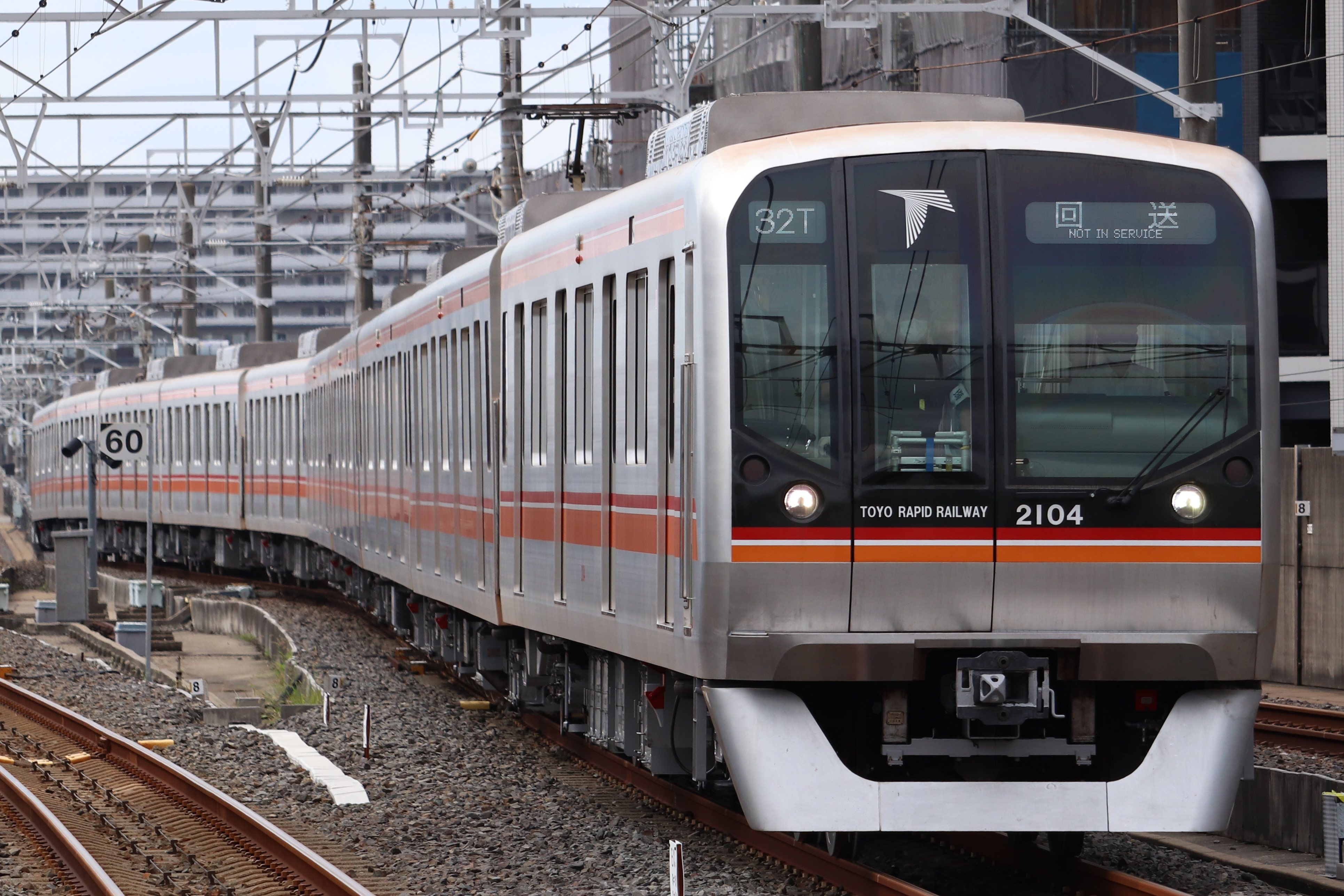
東葉高速2000系